# Kate Slatter
Kate Slatter, född den 10 november 1971 i Adelaide i Australien, är en australisk roddare.
Hon tog OS-silver i tvåa utan styrman i samband med de olympiska roddtävlingarna 2000 i Sydney.